# ポゼッションプレイ
ポゼッションプレイ  は、SMでマゾヒストを家具、もしくは道具のように扱うプレイ。

## 概要
実は正確な分類名はまだ無い。放置プレイや羞恥プレイの一種とも考えられるが、このプレイはいかに相手の人格を剥奪し、モノとして扱うかを追求したプレイである。マゾヒストに快楽や苦痛を与えるのではなく、単なる家具や置物、はては道具として用いることを主眼においている。1990年代頃からのSMプレイの隆盛にともなって生まれたより過激なシチュエーションを求める商業主義的な産物とも言える。多くは小説やコミック、イラストなどの空想上の産物だったが、それを実現するマニアがわずかながら存在している。
- 主なポゼッション
  - メイド、もしくは召使（サーバント）。もっとも一般的なポゼッションプレイ。西洋文化圏ではもともとメイドが一般的であったために、隷従的な存在として主人に絶対服従の下僕として扱うことにより相手の人格を否定し所有物とする。性器が露出する恥ずかしい衣装で日常生活を送らせたり、不特定多数の客との性的なサービスを強要したりする。場合によっては以下のような非人道的な役割も強要することがある。
  - 人間便器。もっとも有名でありもっとも空想的なポゼッションプレイ。服従的な相手を拘束し、文字通り大小便を口で処理する便器として用いる。拷問に属する行為であり、スカトロジストのようにそれを好む性癖が無い場合、苦痛以外の何物でもない。実際に行なえば肉体および精神に変調をきたす可能性が高い。人間の尿は健康な場合雑菌はいないために飲むことは不可能ではないが塩分濃度などが高いためにそれだけ飲用していると健康に害を与える可能性が高い。また便は雑菌（大腸菌など）が残留しやすいために病気になる恐れは高い。
  - 人間椅子。服従的な相手を椅子として扱う。永続的に拘束し椅子としてだけ用いる場合と、前述のように普段は召使として用い、必要に応じて椅子にする方法がある。

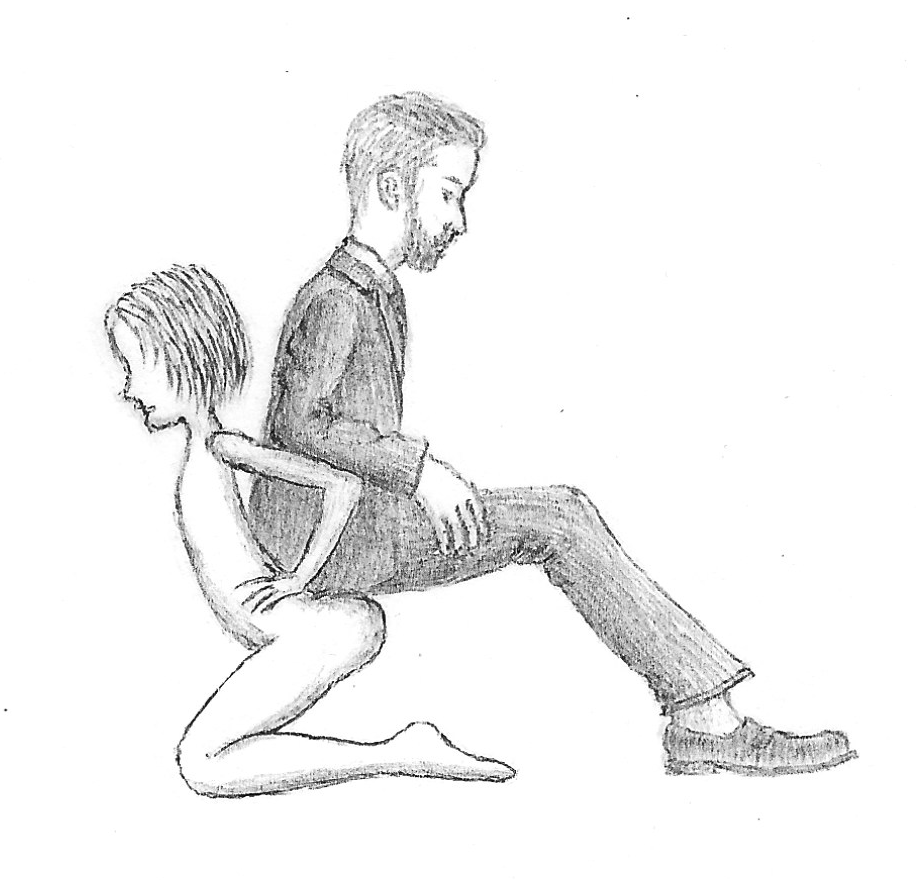

また、単なる四つんばいで背中に座るだけではなく、キャスター付きの拘束台などを用いてより快適に座れるように相手を拘束する方法もある（服従的な相手の脚部が背もたれ、胸部が座部となる）。椅子としての体裁を保つために外側に装飾を施し、まったく人間椅子とはわからないようにする発想もある。圧迫系に属するものとしてソファーのマットレスをくりぬき中にマゾヒストを仕込むというものもある。
  - 人間燭台または人間照明。プレイの中でマゾヒストの肉体に直接ろうそくを立てた場合にそう揶揄することもあるが、この場合はまさに食卓や廊下に飾る燭台、もしくは照明として用いる。食卓に飾る場合はコンパクトに拘束し、廊下や部屋に置く場合は丈夫なスタンドにくくりつけ、ろうそく（電飾）を施す。場合によってはシャンデリア状の部品を配し、天井から吊るす人間シャンデリアとすることもある。
  - 人間ベッド。圧迫系プレイ参照のこと。
  - 箱詰め・輸送。木箱に詰め、貨物として送ることを指す。ポゼッションとしては究極であり、露見した場合は犯罪以外の何物でもない。木箱の中にはウレタンフォームを詰め、体温を奪われないようにラバースーツに包んだマゾヒストを入れる。実際に発送することはまず不可能だが、箱詰めにしてトラックで数時間ひっぱりまわすこともできる。バリエーションとして大型スーツケースに詰め込んで持ち歩くという方法がある。こちらの場合は比較的実現可能である。
  - 壁面装飾。かつての城や屋敷には美しいレリーフが存在していた。容姿の美しいマゾヒストであれば壁面に拘束して埋め込んで装飾とすることが出来る。
  - 人間車。巨大な三輪車のような自転車の前輪にマゾヒストを拘束の上固定してこがせるもの。後部に座席を設ければ口頭の指示だけで動く便利な交通機関となる。
  - 人間エンブレム。自動車のフロント、もしくはリアに拘束したマゾヒストをあたかもエンブレムのように飾る。
  - 人間花瓶。女性の性器や肛門、口などを花瓶の口に見たてて華を挿して飾る。

## 注意点
これらのプレイの一部は、実際に行なっている商業サイトがある。ただしそれは販売用のビデオ撮影として行なっているために個人で行なうのは非常に難しいマニアックな行為である。